# 's Heeraartsberg
De ’s Heeraartsberg (ook geschreven als Heerlaartsberg of Heerarentsberg) was een kasteel in het Nederlandse dorp Bergambacht, provincie Zuid-Holland.

## Naamgeving
Het kasteel is waarschijnlijk genoemd naar de 13e-eeuwse Arnt van den Berghe. Het woord ‘berg’ verwijst oorspronkelijk naar een natuurlijke zanddonk ter plaatse.

## Geschiedenis
De heerlijkheid Bergambacht was in de 13e eeuw in bezit van de familie Van de Lede. Uit deze familie kwam het geslacht Van Arkel voort. Herbaren van Arkel, zoon van Herbaren II van der Lede, werd heer van Bergambacht en veranderde daarom zijn achternaam in Van den Berghe. Na het overlijden van Herbaren van den Berghe in 1283 volgde zijn zoon Arnt hem op als heer van Bergambacht. De familie Van den Berge stierf al in 1321 uit, waardoor Bergambacht weer in handen kwam van de Van Arkels.
De oudste vermelding van het kasteel dateert uit 1377, toen Otto van Arkel zijn neef Paulus van Haastrecht met het ‘Huis en Hofstede te ’s-Heeraartsberg zoals de Heer van de Berge dit had bezeten’ beleende. Mogelijk was het deze Paulus die het kasteel ’s Heeraartsberg daadwerkelijk liet bouwen. Vanwege een conflict met hertog Albrecht van Beieren raakte Paulus in 1396 echter al zijn leengoederen in Holland af, waaronder ’s Heeraartsberg. Albrecht verkocht het slot aan Dirck van Zwieten.

### Familie Van Naaldwijk
In 1431 kwam het kasteel in handen van Albert van Naaldwijk. Hij overleed in 1464, maar had het slot al in 1451 aan zijn zoon Adriaan nagelaten. Adriaan liet het kasteel na aan zijn zoon Jan. In 1494 werden Jans zussen Agnes en Adriana met ’s Heeraartsberg beleend nadat Jan was verbannen. Deze verbanning had waarschijnlijk te maken met zijn positie in de Jonker Fransenoorlog, waarbij Jan zich tegen de Bourgondiërs had gekeerd. Het slot zou tijdens deze oorlog zijn verwoest, maar daarvoor zijn geen bewijzen aangetroffen.

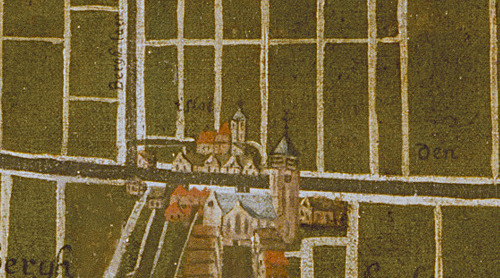
Het kasteel 's Heeraartsberg ('t Slot) op een kaart van de heerlijkheid Bergambacht (1683)

### Verwoesting en herbouw
Adriana liet het kasteel in 1505 na aan haar zoon Frederik van Zuylen van Nijevelt. Zijn zoon Willem kreeg in 1533 het kasteel in bezit. Diens zoon Willem speelde een belangrijke rol in de opstand tegen Spanje en stond bekend als voorstander van de reformatie. Het kasteel ’s Heeraartsberg zal in het begin van de Tachtigjarige Oorlog – waarschijnlijk in 1575 - zijn verwoest. Een tekening uit 1602 laat dan ook een ruïne zien.
In 1609 kreeg Willems zoon Frederik van Zuylen van Nijevelt ’s Heeraartsberg in eigendom. Hij liet een jaar later het kasteel herbouwen als een landhuis. Frederik zal echter het landhuis niet bewoond hebben, omdat hij belangrijke bestuurlijke functies vervulde in het gewest Utrecht en daardoor vooral woonachtig was op het huis Den Engh in Vleuten. Hij overleed in 1646 en liet ’s Heeraartsberg na aan zijn dochter Emilia.
Emilia was in 1626 getrouwd met de Gelderse edelman Alexander van der Capellen van de Boedelhof. Hun zoon Geerlich erfde het kasteel in 1677. Hij was sinds 1667 heer van Schalkwijk en daardoor lid van de Utrechtse ridderschap. Geerlich overleed in 1685 op kasteel Schalkwijk en liet zijn bezittingen – waaronder ’s Heeraartsberg – na aan zijn zoon Steven. De familie Van der Capellen heeft ’s Heeraartsberg ingrijpend aangepast.

### Familie Van Hardenbroek
Johan Adolph van Renesse, ambachtsheer van Bergambacht, kocht het kasteel in 1732 bij een openbare verkoop. Nadat zijn zoon Willem Jacob in 1766 kinderloos was overleden, vererfde het slot naar diens neef Gijsbert Jan van Hardenbroek. Zijn kleinzoon Gijsbert Carel Duco van Hardenbroek werd in 1791 eigenaar en zou dat blijven tot aan zijn dood in 1851. De eigenaren bewoonden het kasteel echter nauwelijks, want ze verbleven zelf op kasteel Hardenbroek. Van 1815 tot 1832 huurde Hugo van Kinschot ’s Heeraartsberg, waarna het weer leeg kwam te staan. Na een ingrijpende verbouwing werd het kasteel vanaf 1837 aan twee gezinnen verhuurd: de noordzijde aan een boerenfamilie en de zuidzijde aan een familie van notabelen. In 1863/1864 werd ’s Heeraartsberg nog verbouwd en gerenoveerd.

#### Afbraak
In 1901 moest het noordelijke deel van de slotgracht worden gedempt om de aanleg van de spoorlijn Gouda – Schoonhoven mogelijk te maken.
Gijsbert Carel Duco van Hardenbroek erfde ’s Heeraartsberg in 1908 en besloot het inmiddels bouwvallige kasteel af te breken. In 1909 volgde de sloop, waarna op dezelfde locatie een nieuwe pachtboerderij werd gebouwd die de naam ’t Slot kreeg. In de boerderij werd de 17e-eeuwse gevelsteen met het familiewapen ingemetseld. Van het kasteel bleven alleen de oprijlaan, het 18e-eeuwse toegangshek en een deel van de slotgracht over.
In 1963 overleed oud-burgemeester mr. Karel Jan Gijsbert baron van Hardenbroek, heer van 's-Heeraartsberg en Bergambacht (1890-1963), waarna de boerderij werd verkocht. In 2001 kocht een bouwbedrijf de boerderij aan, om deze in 2007 te slopen. Hierna verrees er een appartementencomplex.
Een deel van de omgrachting is behouden gebleven. Het toegangshek is in 1964 verhuisd naar de buitenplaats Hardenbroek in Wijk bij Duurstede; in de jaren 80 is een kopie van dit hek opnieuw in Bergambacht geplaatst.

## Beschrijving
Van het kasteel zijn diverse afbeeldingen bewaard gebleven. In 2007 vond tevens archeologisch onderzoek plaats, waarbij de funderingen van het kasteel zijn teruggevonden.

### Middeleeuws kasteel
Enkele tekeningen uit de 18e eeuw zijn gebaseerd op een oudere tekening uit 1602. Zij tonen de ruïneuze toestand van het middeleeuwse kasteel. Het is niet duidelijk hoe betrouwbaar deze tekeningen zijn.
Uit het archeologisch onderzoek kwam naar voren dat het slot in het derde kwart van de 14e eeuw is gebouwd op een zanddonk. Het kasteel had waarschijnlijk een vierkante vorm met twee vierkante hoektorens en een doorsnede van 31 meter. De toegangspoort bevond zich in de zuidelijke muur. Binnenin het kasteel was een binnenplaats van circa 8,5 bij 7 meter. Aan de noordzijde lag de woonvleugel, met de zaal in de noordoosthoek.
Het kasteel lag in de noordwesthoek van een omgracht terrein. Direct aan de zuid- en oostzijde van het kasteel lag eveneens een ‘binnenste’ slotgracht. Het is onbekend of er een voorburcht aanwezig was.

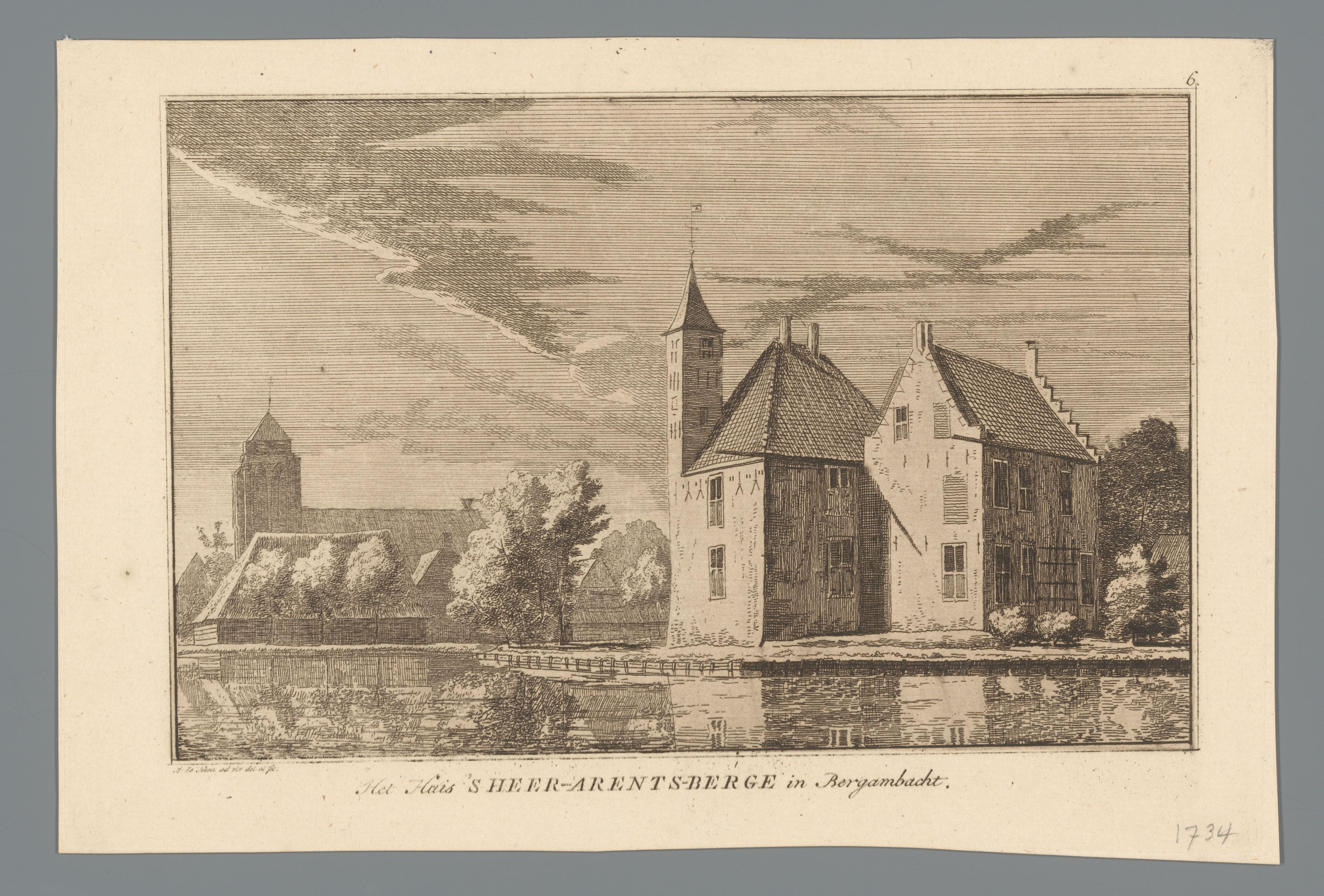
'Het Huis 's Heer-Arents-Berge in Bergambacht', door Abraham de Haen (1734)

### Herbouw als landhuis
Het middeleeuwse kasteel is afgebroken tot aan de funderingen, die zo veel mogelijk werden hergebruikt voor de bouw van het nieuwe landhuis. De bakstenen van het afgebroken muurwerk zijn niet hergebruikt: waarschijnlijk zijn ze verkocht. De binnengracht werd met puin volgestort.
De tekeningen die in de 17e en 18e eeuw werden gemaakt van het in 1610 gebouwde landhuis zijn voldoende betrouwbaar, zoals de tekening uit 1647 van Roelant Roghman en de tekeningen van Abraham de Haan uit 1730 en Jan de Beijer uit 1734. In de zuidoosthoek stond een L-vormig woongebouw van twee bouwlagen met een trapgevel. In de noordwesthoek stond een bouwwerk met een hoog schilddak. Beide vleugels zijn in de 17e eeuw opgetrokken. De ingangstoren van drie bouwlagen hoog is van latere datum, maar in ieder geval van vóór 1730. Verder waren er nog enkele kleinere vleugels aanwezig. De noordwestelijke vleugel is in 1818 afgebroken.
Aan de oostzijde van het kasteel stond aanvankelijk een onderkelderd, vierkant gebouw van 13 bij 12 meter groot. Mogelijk is dit tweebeukige gebouw eind 16e eeuw door de familie Van Zuylen Van Nijevelt gebouwd als nieuw woonhuis, ter vervanging van het inmiddels onbewoonbare middeleeuwse slot. Dit nieuwe woonhuis is begin 17e eeuw door brand verwoest. Op de plek van het verwoeste woonhuis is eind 17e/begin 18e eeuw een poortgebouw opgetrokken, dat in de 18e eeuw verder is uitgebreid. Het poortgebouw is in 1818 afgebroken.
In 1909 is het 17e-eeuwse kasteel gesloopt. Dit moet grondig zijn gedaan, want bij het archeologisch onderzoek zijn nagenoeg geen restanten van het 17e-eeuwse huis aangetroffen. Bij de bouw van de boerderij in 1909 is geen gebruik gemaakt van oude fundamenten of muurwerk.
Abbenbroek · Abspoel · Adegeest · Slot Alkemade ·  Altena · Arkelsburg · Bellesteyn · Huis ten Berghe · Binckhorst · Binnenhof · Blijdestein · Te Blotinghe · Boekenburg · Boekhorst · Boshuysen · Bulgersteyn · Burcht (Leiden) · Burcht (Voorne) · Slot Capelle · Coebel · Cranenburg · Crayestein · Cronesteyn · Crooswijk · Develstein · 't Huys Dever · Dirks Steenhuis · Ter Does · Duivenstein · Duivenvoorde · Endegeest · Endepoel · Foreest · Giessenburg · Gravensteen · Groot Haesebroek · 's Heeraartsberg · Hof van Wateringen · Holy · Slot Honingen · Kasteel van de Heren van Arkel · Kasteel van Gouda · Keenenburg · Kasteel Keukenhof · Klein Poelgeest · Huis te Langerak · Langestein · Huis te Liesveld · Ter Lips · De Loo · Madeburcht · Marenburch · Meerburg · Huis te Merwede · Huis ter Mey · Kasteel van der Meye · Niemandsvriend · Noordeloos · Oud-Berendrecht · Oud-Poelgeest · Oud Teylingen · Paddenpoel · Persijn · Groot Poelgeest · Hof van Putten · Puttensteyn · Landgoed De Raephorst · Kasteel Ravesteyn · Kasteel van Rhoon · Rijnegom · Rijnenburg · Huis te Riviere · Rodenburg · Hofstad Rodenrijs · Rodenrijs · Rosenburgh · Huis Roucoop · Santhorst · Schelluinderberg · Schonenburg · Kasteel van Schoonhoven · Souburgh · Spangen · Starrenburg · Huis ter Specke · Steenvoorde · Stenevelt · Slot Teylingen · Den Toll · Torenvliet · Slot Valckesteyn · Huis ter Waard · Warmont · Ter Weer · Hof van Wena · Kasteel Westerbeek · Huis te Woude · Kasteel van IJsselmonde · 't Zand · Huis Zevender · Kasteel aan de Zevender · Zijlhof · Zonneveld · Huis Zuidwijk · Zwieten